# 1025
| Calendário gregoriano                                                        | 1025 MXXV                                             |
| Ab urbe condita                                                              | 1778                                                  |
| Calendário arménio                                                           | 474 – 475                                             |
| Calendário bahá'í                                                            | -819 – -818                                           |
| Calendário budista                                                           | 1569                                                  |
| Calendário chinês                                                            | 3721 – 3722 Início a 2 de fevereiro (aproximadamente) |
| Calendário copta                                                             | 741 – 742                                             |
| Calendário etíope                                                            | 1017 – 1018                                           |
| Calendários hindus - Vikram Samvat - Calendário nacional indiano - Cáli Iuga | 1080 – 1081 946 – 947 4125 – 4126                     |
| Calendário Holoceno                                                          | 11025                                                 |
| Calendário islâmico                                                          | 416 – 417                                             |
| Calendário judaico                                                           | 4785 – 4786                                           |
| Calendário persa                                                             | 403 – 404                                             |
| Calendário rúnico                                                            | 1275                                                  |
| Calendário solar tailandês                                                   | 1568                                                  |

1025 (MXXV, na numeração romana) foi um ano comum do século XI do Calendário Juliano, da Era de Cristo, a sua letra dominical foi C (52 semanas), teve início a uma sexta-feira e terminou também a uma sexta-feira.
No território que viria a ser o reino de Portugal estava em vigor a Era de César que já contava 1063 anos.
| Ano completo                       |
| ---------------------------------- |
| Ano comum com início à sexta-feira |

## Eventos
- Fundação do reino da Polónia
- Miecislau II da Polónia sucede a Boleslau I
- O Exército de Sevilha captura o Castelo de Lafões.

## Nascimentos
- Inês da Aquitânia, imperatriz consorte e segunda esposa de Henrique III, Sacro Imperador Romano-Germânico.
- Go-Reizei, 70º imperador do Japão.

## Mortes
- 17 de Junho - Boleslau I, primeiro rei da Polónia
- Nónego, bispo do Porto
- Pons de Baux "O Jovem", n. 945, visconde de Marselha.
- Garcia Arnaldo de Bigorre nasceu cerca de 972 foi conde de Bigorre.